# Grand Boston
Le Grand Boston (en anglais Greater Boston) est une région urbaine de l'État du Massachusetts au nord-est des États-Unis. Cette aire urbaine est centrée autour de Boston et regroupe quelque 5,8 millions d'habitants. Elle comprend plusieurs municipalités de l'agglomération bostonienne telles que Cambridge, Quincy, Newton. Le Grand Boston s'étend sur la côte Atlantique sur plusieurs kilomètres et fait partie de la mégalopole du BosWash. La principale partie se trouve dans l'État du Massachusetts, mais la région s'étend aussi sur les États voisins du New Hampshire et du Rhode Island. Elle représente la principale région urbaine de la Nouvelle-Angleterre.